# Rimae Fresnel
Rimae Fresnel – grupa rowów  na powierzchni Księżyca o średnicy około 90 km. Znajduje się na współrzędnych selenograficznych ☾ 28,0°N 4,0°E/28,000000 4,000000. Nazwa tego systemu kanałów została nadana w 1964 roku przez Międzynarodową Unię Astronomiczną i pochodzi od pobliskiego Promontorium Fresnel.